# البابا جون

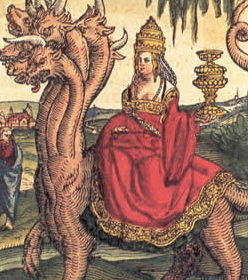
البابا جون تمتطي التيرا رمز لعاهرة بابل

البابا جون كأول بابا كنسي مؤنث ويوجد اختلافات واسعة حول أنها كانت أمراة موهوبة ومتعلمة أستطاعت أن تصل الي قمة الهرم الكنسي وهي متنكرة وتوفيت بعد فترة قصيرة من توليها الباباوية
تعتبر في كثير من الآراء كهجاء للكنيسة
كانت وفاة البابا بولس الثاني من أهم أحداث هذا العام فقد انشغل بها العالم مدة طويلة وامتلأت الصحف والمجلات ومحطات الراديو والتلفزيون بأخبار وتفاصيل حياة البابا المتوفى وأعماله التي أنجزها ومنها تعاونه الوثيق مع المخابرات الأمريكية والأوربية لإسقاط النظام الشيوعي في بولندا الذي كان مقدمة لانهيار النظام الشيوعي في الاتحاد السوفيتي والدول الشيوعية في أوروبا الشرقية، كما انشغلت بالتعليق والتخمين حول من سيشغل هذا المنصب الحساس؟ ومن سيكون البابا الجديد؟
كما نقلت تفاصيل كثيرة حول كيفية تنصيب البابا الجديد والمراسيم المتبعة في هذا الخصوص أي مراسيم التنصيب. ولكنها أهملت ذكر أحد مراسيم التنصيب، فلم يرد ذكره في وسائل الإعلام المرئية أو المقروءة أو المسموعة، وربما كان لهم الحق بالنظر إلى التأثير السلبي الذي يمكن أن يتسبب به للجماهير المسيحية.
الذكورة شروط الباباوية
إن من الشروط التي يجب توفرها في البابا أن يكون رجلا فلا يجوز تنصيب امرأة في هذا المنصب الديني الرفيع؛ لذا يجب التأكد من هذا الأمر تماما. ولكن الغريب في هذا الأمر هو طريقة التأكد من رجولة البابا الجديد، فهي طريقة قديمة ترجع إلى العصور الوسطى، ولكنها بقيت دون تغيير واستمرت إلى يومنا الحالي، حيث يجلس المرشح لمنصب الباباوية على كرسي توجد في وسطه فتحة دائرية، ويتخفف من ملابسه الداخلية، ويأتي شخص آخر من خلفه ويمد يده من خلال الفتحة ليفحص ويتأكد أن البابا الجديد رجل ويملك خصيتين ويقول: (Duo testis bene bondeta) أي: (إنه يملك خصيتين فهو ملائم).
ولكن ما الداعي لهذا الفحص؟
هناك فضيحة تاريخية عاشتها الفاتيكان ولا تريد أن تتكرر مرة أخرى لقد قامت امرأة بخداع الفاتيكان وتقلدت منصب البابا مدة عامين ونصف تقريبا، وخدعت جميع المنتسبين في الفاتيكان واستغفلتهم، ولم يفتضح أمرها إلا عندما أنجبت وليدا غير شرعي!!
فمَن هذه المرأة التي تجرأت ونجحت في الوصول إلى منصب الباباوية؟ وكيف انكشف أمرها؟
اسمها جون John وكانت ابنة عائلة إنجليزية تعيش في ألمانيا، وكان رب العائلة يعمل مبشرا (أي منصرًّا). كان القريبون منها ينادونها بـ (كلبيتا Gilbetta) وأحيانا (جوتا Jutta). وعندما بلغت هذه الصبية 12 عاما بدأت تلبس ملابس الصبيان وتتشبه بهم وتتصرف مثلهم. وعندما أصبحت شابة قامت بدراسة الفلسفة واللاهوت في مدينة «أثينا» في اليونان، ثم قررت الرحيل إلى روما.
وهناك تدرجت في السلك الكنسي وترقت واستطاعت عقد صداقات قوية مع منتسبي السلك الكنسي ومع كرادلة الفاتيكان، ولكن على أساس أنها رجل فقد كانت - كما ذكرنا من قبل- تلبس ملابس الرجال، وتتصرف مثلهم، ولا يشك أحد أنها رجل من رجال الدين. واستطاعت بلباقتها ومهارتها واتصالاتها والصداقات التي عقدتها الترشح لمنصب البابا بعد وفاة البابا «ليو الرابع» عام 853م، وأن تفوز فعلا بهذا المنصب الخطير. واتخذت اسم «جون الثامن» لقبا لها. واستمرت في هذا المنصب عامين وخمسة أشهر وأربعة أيام حتى انكشف أمرها ولاقت مصيرا مرعبا.
انكشاف الأمر بطريقة دراماتيكية
لقد كانت حاملا، واستطاعت طوال أشهر الحمل وحتى ساعة الولادة أن تخفي حملها بلبس الملابس الواسعة الفضفاضة. ولكن جاء موعد الولادة وهي وسط الشارع في طريقها لأحد المراسيم الدينية والكرادلة يحفون بها. أجل! في وسط الشارع والكرادلة يحفون من حولها ولدت البابا وهي تطلق صراخات ألم الولادة.
كانت مفاجأة لم يكن باستطاعة أحد توقعها أو حتى التصديق بها بسهولة أجل! ولدت البابا في وسط الشارع طفلة، ومرت فترة لم يفهم فيها رجال الدين والكرادلة ماذا حدث، فقد كان ما جرى خارج تصديق العقول. ولكن ما أن زال أثر المفاجأة وتخلصوا من ذهولهم وفهموا ما يحدث أمامهم حتى هجم الكرادلة على البابا وعلى وليدها وقتلوهما بوحشية رجمًا بالحجارة، ودفنوهما في المكان نفسه ووضعوا شاهدًا من المرمر وتمثالاً يصور امرأة وفي حضنها طفلة على قبرها لكي يبقى هذا شاهدًا على هذه الحادثة.
التخلص من آثار الفضيحة
بقي الشاهد والتمثال عدة عصور حتى مجيء البابا «بيوس الخامس» أواخر القرن السادس عشر، حيث أمر بإزالة الشاهد والتمثال، ثم أمر بإزالة كل ما يتعلق بها في أرشيف الفاتيكان، كما أزالوا اسمها من قائمة أسماء الباباوات السابقين أرادوا دفعها إلى زوايا النسيان، ولكن كتب التاريخ احتفظت بقصة حياتها ونهايتها المفجعة.
أما من كان والد طفلتها فقد اختلف حوله المؤرخون فقد ذكر بعضهم أنه كان أحد حراسها، بينما ذكر آخرون بأنه كان ابن إمبراطور روما آنذاك.
لقد أحدثت هذه الحادثة هزة في الفاتيكان آنذاك، لذا قرر الكرادلة وجوب اتخاذ كل التدابير الكفيلة بعدم تكرارها فكان أن وضعوا فحص رجولة البابا الجديد بالشكل البدائي الذي شرحناه والذي هو من بقايا مراسم العصور الوسطى.
كان أول من سجل هذه الحادثة حسب علمنا هو الراهب «مارتينوس سكوتس Martinus Scotus» الذي عاش في القرن الحادي عشر، كما قام «سيكبرت Siegebert» بإيراد هذه الحادثة في القرن الثاني عشر وكان من المؤرخين المختصين بتاريخ الكنيسة. وبعد قرن واحد قام المؤرخ «مارتينوس بولونوس Martinus Polonus» بتسجيل هذه الحادثة أيضاً وبجميع تفاصيلها في كتابه «تاريخ الأباطرة والباباوات Cronikon Pontificum en Imperatum».
وبعد 17 سنة من حادثة رجم البابا اختار البابا الجديد اسم «جون التاسع» ولكنه تراجع عن هذا الاختيار حيث سيبقى رقم ثمانية فارغا بعد أن مسحت الفاتيكان اسم البابا المرجوم «جون الثامن» من سجلاتها، فاختار اسم «جون الثامن» لتفادي هذه الفضيحة وطمسها من تاريخ الفاتيكان.
مترجم عن كتاب
تاريخ الأباطرة والباباوات
- (Jean de Mailly Chronica Universalis Mettensis (1254
- (Martin of Opava Chronicon pontificum et imperatorum (1278
- Donna Woolfolk Cross, Pope Joan Ballantine Books, ISBN 0-345-41626-0
- Clement Wood, The Woman Who Was Pope, Wm. Faro, Inc., NYC 1931
- Arturo Ortega Blake, Joanna Kobieta która zostala Papiezem", Edit. Philip Wilson, 2006 Published in Warszawa, ISBN 83-7236-208-4.
- Alain Boureau, The Myth of Pope Joan, University Of Chicago Press, 2000 Published in Paris as La Papesse Jeanne. The standard account among historians.
- Lawrence Durrell, The Curious History of Pope Joan. London: Derek Verschoyle, 1954. Freely translated from the Greek Papissa Joanna, 1886, by Emmanuel Rhoides.
- Peter Stanford, The She-Pope. A Quest for the truth behind the Mystery of Pope Joan, Heineman, London 1998 ISBN 0-434-02458-9 Published in the US as The Legend of Pope Joan : In Search of the Truth, Henry Holt & Company, 1999. A popularized journalistic account.
- 'Top 5 Myths About the Papacy'

## وصلات خارجية
- Catholic Encyclopedia: Pope Joan
- The Female Pope: The Mystery of Pope Joan by Rosemary and Darroll Pardoe
- ABC Prime time Looking for Pope Joan[وصلة مكسورة]
- Article from The Straight Dope
- Pope Joan as fable
- MacGregor Historic Games makes their own version of the Victorian Pope Joan card game.
- Sedes Stercorari explanation Sedes Stercoraria was to check male 'intactness' not gender.
- by Dennis Barton gives timeline esp. of stories appearance in written histories.